# Kortrijks Oorlogsblad
Het Kortrijks Oorlogsblad is een frontblad dat verscheen tijdens de Eerste Wereldoorlog.

## De oprichting en publicatie
Er bestond reeds een werking om de soldaten aan het front op materieel gebied te helpen. Enkele Kortrijkse vrienden vonden dat het tijd werd om de soldaten ook op een morele en intellectuele manier te steunen. De gedachte ontstond om een krant op te richten. De vrienden organiseerden een vergadering en daar werd Het Kortrijks Oorlogsblad opgericht.
Er verschenen van mei 1917 tot augustus 1919 tien edities. De eerste drie nummers werden gedrukt door Alexis De Carne in Stavele. De vijf volgende in het Tehuis voor oorlogsinvaliden in Sainte-Adresse en de twee laatste, na de wapenstilstand, door Richard Snoeck in de Rijselsestraat 27 in Kortrijk en in de drukkerij Sint-Pieter in Heule. Korporaal Jef Vande Kerckhove nam de redactie onder zijn hoede bijgestaan door Arthur Van den Broucke. Gaston Coigne was penningmeester.

## De doelstelling
Met het Kortrijks Oorlogsblad wilde Korporaal Jef Van de Kerckhove vooral zoveel mogelijk gelijkgezinden met elkaar in contact brengen. Daarnaast hadden de verschillende artikels ook als doel te informeren, te overtuigen of te ontspannen. De soldaten aan het front werden op de hoogte gebracht van het wel en wee in Kortrijk. Het blad bood morele en intellectuele steun aan de soldaten in de loopgraven. Gedichten en proza zorgden voor ontspanning, al dan niet vergezeld van een boodschap.

## De inhoud

### Stadsnieuws
De meest gelezen rubriek was het Stadsnieuws, een bundeling van allerhande berichten over Kortrijk voorkwamen: de prijzen van de levensmiddelen, luchtaanvallen, een brand, diefstallen, opeisingen, namen van gijzelaars, lijsten van geboortes, huwelijken en overlijdens.  
Door de moeilijke communicatie kwamen er soms onnauwkeurige berichten voor. Zo vermeldde het blad in juni 1917 nummer 2 juni 1917 p.3: 'Wij vernemen dat de maatschappij van  Sint Joris zou faljiet zijn, den hof verkocht en de boomen afgezaagd.' In september kreeg het moreel van onze frontsoldaten een deuk door het bericht: 'Kortrijk, Overleie ligt omtrent helemaal plat.'

### Heldenlijst en Onze Vereeremerkten

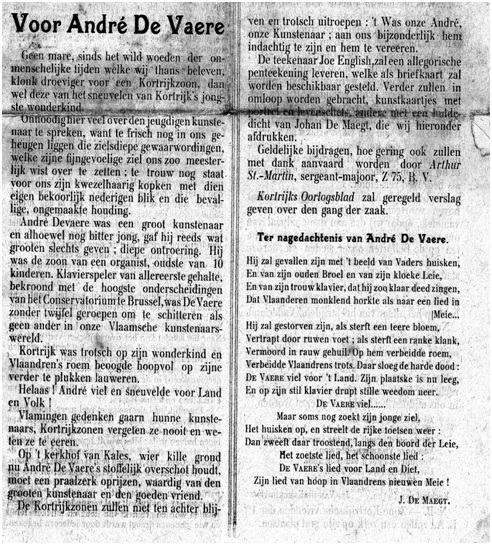
Oproep om een bijdrage te leveren voor een praalgraf voor de pianovirtuoos André Devaere op het kerkhof, Cimetiére du Nord te Calais

Het Kortrijks Oorlogsblad publiceerde telkens een lijst met namen van gesneuvelde soldaten met soms een in memoriam. Naast de Heldenlijst met gesneuvelden, voorzag dit frontblad ook lijsten met namen van militairen die werden gehuldigd bijvoorbeeld van de 58 geïnterneerde stadsgenoten in het kamp van Amersfoort (Nederland), de namen van deelnemers aan het Steunfonds.

### Oproepen
In het julinummer van 1918 stond bijvoorbeeld een oproep om een bijdrage te leveren voor een praalgraf voor de pianovirtuoos André Devaere op het kerkhof, Cimetiére du Nord te Calais. Geen enkele gesneuvelde kreeg meer aandacht in het blad dan André Devaere. In augustus 1919 zamelde het blad bovendien 249 Belgische frank in om een gedenksteen op te richten.	
Het laatste nummer van het Kortrijks Oorlogsblad verscheen in augustus 1919 met een oproep om toe te treden bij de Vlaamse Oud-Strijdersbond. Het eiste ook openlijk een vergoeding voor onze oud-strijders, die vier jaar lang van huis weg waren en dikwijls in moeilijke omstandigheden leefden.

### Poëzie
Een van voornaamste doelstellingen van de frontbladen was het moreel van de troepen hoog te houden. Poëzie moest de lezer helpen om vol te houden midden in het oorlogsleed. De gedichten behandelden een heleboel thema's en meestal probeerden ze de lezer moed in te spreken.

### Flamingantisch
Het Kortrijks Oorlogsblad werd uitsluitend in het Nederlands uitgegeven in tegenstelling tot verschillende andere Kortrijkse frontbladen. In het eerste nummer verscheen er een oproep tot Vlaamse weerbaarheid: '...hoe spijtig en hoe wreed, dat er nog flauwhartigen zijn, die ons belagen en beklagen, omdat we 't willen geweten hebben dat wij Vlaamsche zonen zijn...  Vlamingen, stadsgenoten, wij zijn van degenen die niet vergeten: eens zwaaien wij den Groeningher-Goedendag, en slaan verpletterend rond in wilden toorn lijk woedende Vlaamsche leeuwenjongens.' (Stavele 8-5-1917  Jef Vande Kerckhove, Korporaal)

## Het ontwerp
Het titelblad is versierd met de wapens van Kortrijk die worden vastgehouden door twee wildemannen en twee leeuwen. Links staat het Groeningemonument afgebeeld en rechts het Stadhuis. Onderaan staat de leuze: 'Heil zal uit lijden groeien...van 't moe gemarteld land!'. Het krantje was 34,5cm op 21,6 cm en bestond meestal uit vier bladzijden.